# Курт Марти
Курт Марти (на немски: Kurt Marti) е швейцарски писател и пастор, автор на разкази, есета, стихотворения и теологични текстове.

## Биография
Курт Марти е роден през 1921 г. в семейството на нотариус. Учи заедно с Фридрих Дюренмат в бернската Свободна гимназия. Впоследствие завършва два семестъра в юридическия факултет на Бернския университет, а после следва протестантска теология – първоначално в Берн, а от 1945 до 1946 г. в Базелския университет.
След получаването на висше образование и ръкополагането му за пастор, Курт Марти служи в общността Бернбах при Берн, от 1949 г. е пастор в Лаймисвил, а от 1950 до 1960 г. – в общността Нидерленц.
Подтикван от писателите Макс Рихнер и Йорг Щайнер, а също за да преодолее кризата на средната възраст, Марти започва да пише статии за вестници, стихотворения и разкази, някои на швейцарско-немски език. Стихосбирката му „Роза Луи“ (Rosa Loui, 1967), съдъжаща 40 стихотворения на бернски диалект, предизвиква фурор. След 1970 г. излизат и негови сборници с проза.
През 1972 г. управата на кантон Берн по политически причини му отказва професура по омилетика в протестантско-теологическия факултет на Бернския университет, макар че е предложен за избор. Курт Марти приема това като отличие, а удостояването му от университета със званието „доктор хонорис кауза“ – като малко отмъщение.
От 1983 г. Курт Марти е писател на свободна практика. Умира в Берн през 2017 г. на 96-годишна възраст.